# Val d'Arcomie
Val d'Arcomie est une commune nouvelle française qui a été créée le 1er janvier 2016. Située dans le département du Cantal en région administrative Auvergne-Rhône-Alpes, elle réunit quatre anciennes communes : Faverolles, Loubaresse, Saint-Just et Saint-Marc. 

## Géographie
Les informations relatives à la géographie de cette commune sont la fusion des informations données dans les articles des quatre communes fusionnées.

### Localisation
La commune est située dans l'est du département Cantal. Elle est limitrophe de la Lozère.
| Alleuze                    | Anglards-de-Saint-Flour  | Ruynes-en-Margeride, Chaliers |
| Fridefont                  | Val d'Arcomie            | Chaulhac (Lozère)             |
| Albaret-le-Comtal (Lozère) | Les Monts-Verts (Lozère) | Albaret-Sainte-Marie (Lozère) |

### Hydrographie
Elle est traversée, du sud au nord, par le ruisseau d'Arcomie, qui naît sur la commune des Monts-Verts. Elle est bordée, à l'est et au nord, par la Truyère, et à l'ouest, par la Truyère et le Bès

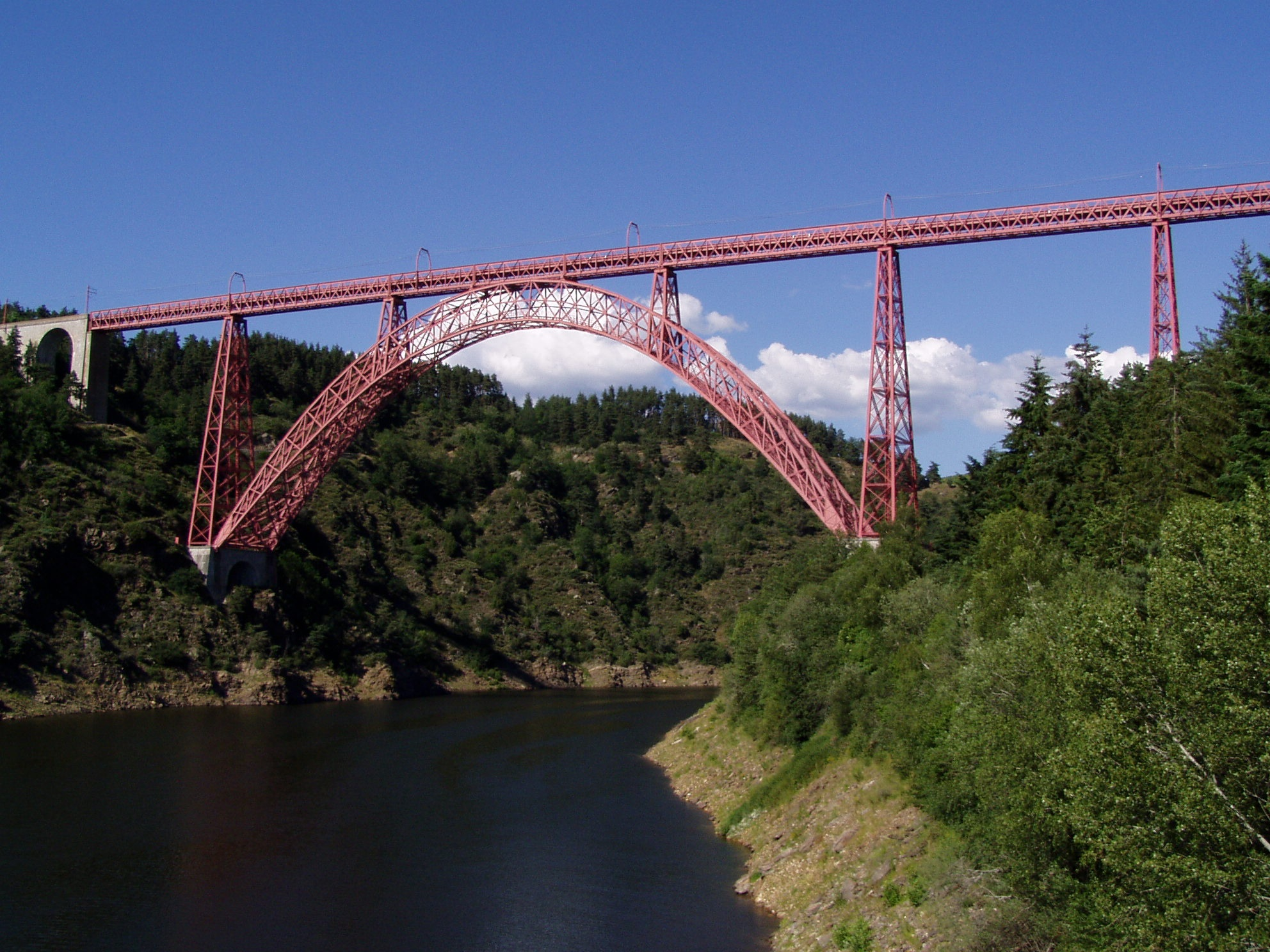
Le viaduc de Garabit enjambe les gorges de la Truyère et permet la circulation des trains qui relient Clermont-Ferrand et Béziers.

### Climat
Pour des articles plus généraux, voir Climat d'Auvergne-Rhône-Alpes et Climat du Cantal.
En 2010, le climat de la commune est de type climat océanique altéré, selon une étude du CNRS s'appuyant sur une série de données couvrant la période 1971-2000. En 2020, Météo-France publie une typologie des climats de la France métropolitaine dans laquelle la commune est exposée à un climat de montagne ou de marges de montagne et est dans la région climatique Sud-est du Massif Central, caractérisée par une pluviométrie annuelle de 1 000 à 1 500 mm, minimale en été, maximale en automne.
Pour la période 1971-2000, la température annuelle moyenne est de 8 °C, avec une amplitude thermique annuelle de 14,8 °C. Le cumul annuel moyen de précipitations est de 826 mm, avec 9,3 jours de précipitations en janvier et 6,3 jours en juillet. Pour la période 1991-2020, la température moyenne annuelle observée sur la station météorologique de Météo-France la plus proche, sur la commune de Saint-Flour à 14 km à vol d'oiseau, est de 8,8 °C et le cumul annuel moyen de précipitations est de 800,3 mm,. Pour l'avenir, les paramètres climatiques de la commune estimés pour 2050 selon différents scénarios d'émission de gaz à effet de serre sont consultables sur un site dédié publié par Météo-France en novembre 2022.

## Urbanisme

### Typologie
Au 1er janvier 2024, Val d'Arcomie est catégorisée commune rurale à habitat très dispersé, selon la nouvelle grille communale de densité à 7 niveaux définie par l'Insee en 2022.
Elle est située hors unité urbaine. Par ailleurs la commune fait partie de l'aire d'attraction de Saint-Flour, dont elle est une commune de la couronne,. Cette aire, qui regroupe 36 communes, est catégorisée dans les aires de moins de 50 000 habitants,.
La commune, bordée par un plan d’eau intérieur d’une superficie supérieure à 1 000 hectares, le lac du Barrage de Grandval, est également une commune littorale au sens de la loi du 3 janvier 1986, dite loi littoral. Des dispositions spécifiques d’urbanisme s’y appliquent dès lors afin de préserver les espaces naturels, les sites, les paysages et l’équilibre écologique du littoral, tel le principe d'inconstructibilité, en dehors des espaces urbanisés, sur la bande littorale des 100 mètres, ou plus si le plan local d’urbanisme le prévoit.

### Voies de communication et transports
Elle est traversée, du nord au sud, par l'autoroute A75, l'ancienne route nationale 9, renommée D 909 et la ligne ferroviaire de Béziers à Neussargues.

## Toponymie
Cette nouvelle commune a reçu le nom de la vallée du ruisseau qui la traverse : le ruisseau d'Arcomie. Il a existé une commune d'Arcomie. Cette ancienne commune était située dans le département de la Lozère. Elle a été intégrée dans celle des Monts-Verts.

## Histoire
Les informations relatives à l'histoire de cette commune sont la fusion des données des communes fusionnées.
C'est un arrêté préfectoral du 30 septembre 2015 qui officialise la réunion des quatre communes de Faverolles, Loubaresse, Saint-Just et Saint-Marc. Celles-ci sont devenues des communes déléguées. Le chef-lieu de la nouvelle entité a été fixé à Loubaresse.
Elle a été la première commune nouvelle du Cantal.

## Politique et administration

### Liste des maires
| Période      | Période  | Identité        | Étiquette | Qualité     |
| ------------ | -------- | --------------- | --------- | ----------- |
| janvier 2016 | 2020     | Bruno Paran     | DVG       | Agriculteur |
| 2020         | En cours | Romuald Rivière |           |             |

### Communes déléguées
| Nom                | Code Insee | Intercommunalité                    | Superficie (km2) | Population (dernière pop. légale) | Densité (hab./km2) |
| ------------------ | ---------- | ----------------------------------- | ---------------- | --------------------------------- | ------------------ |
| Loubaresse (siège) | 15P01      | CC du Pays de Saint-Flour Margeride | 28,24            |                                   |                    |
| Faverolles         | 15068      | CC du Pays de Saint-Flour Margeride | 32,19            |                                   |                    |
| Saint-Just         | 15195      | CC du Pays de Saint-Flour Margeride | 17,06            |                                   |                    |
| Saint-Marc         | 15197      | CC du Pays de Saint-Flour Margeride | 8,78             |                                   |                    |

## Population et société

### Démographie

#### Évolution démographique
L'évolution du nombre d'habitants est connue à travers les recensements de la population effectués dans la commune depuis sa création.

En 2022, la commune comptait 946 habitants, en évolution de −4,73 % par rapport à 2016 (Cantal : −1,08 %, France hors Mayotte : +2,11 %).
| 2014  | 2015 | 2016 | 2017 | 2022 |
| ----- | ---- | ---- | ---- | ---- |
| 1 005 | 998  | 993  | 987  | 946  |

#### Pyramide des âges
En 2020, le taux de personnes d'un âge inférieur à 30 ans s'élève à 26,4 %, soit un taux inférieur à la moyenne départementale (26,7 %) et le taux de personnes d'un âge supérieur à 60 ans (34,0 %) est inférieur au taux départemental (36,3 %).
En 2020, la commune comptait 521 hommes pour 473 femmes, soit un taux de 52,41 % d'hommes, supérieur au taux départemental (48,84 %).
Les pyramides des âges de la commune et du département s'établissent comme suit :
| Hommes | Classe d’âge | Femmes |
| ------ | ------------ | ------ |
| 0,8    | 90 ou +      | 2,2    |
| 9,2    | 75-89 ans    | 14,6   |
| 21,1   | 60-74 ans    | 20,4   |
| 25,9   | 45-59 ans    | 20,1   |
| 14,8   | 30-44 ans    | 18,6   |
| 11,5   | 15-29 ans    | 8,5    |
| 16,8   | 0-14 ans     | 15,7   |

| Hommes | Classe d’âge | Femmes |
| ------ | ------------ | ------ |
| 1,2    | 90 ou +      | 3,1    |
| 10,1   | 75-89 ans    | 13,5   |
| 22,9   | 60-74 ans    | 22,6   |
| 21,8   | 45-59 ans    | 20,5   |
| 16,1   | 30-44 ans    | 15,2   |
| 13,8   | 15-29 ans    | 11,9   |
| 14,2   | 0-14 ans     | 13,3   |

## Culture locale et patrimoine

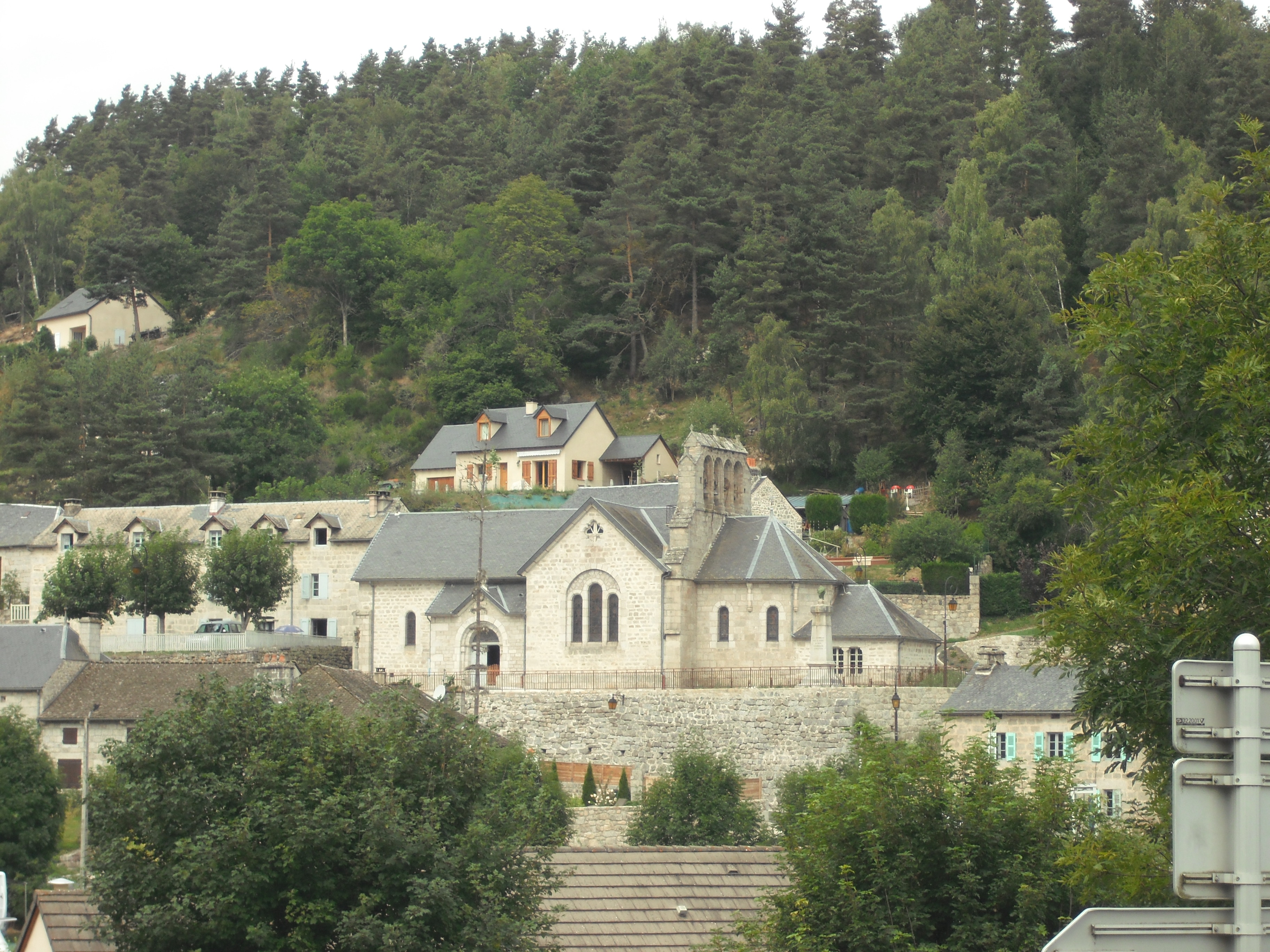
Église de Saint-Just.

### Lieux et monuments
- Musée de la ferme Allègre à Loubaresse
- Viaduc de Garabit

### Personnalités liées à la commune
- Léon Boyer
- Gustave Eiffel